# Coloni C4B
Der Coloni C4B war ein Formel-1-Rennwagen des italienischen Motorsportteams Andrea Moda Formula, der 1992 zu einem Großen Preis gemeldet wurde, am Rennen aber nicht teilnahm.

## Der Hintergrund
Der C4B basierte auf dem 1991 von Coloni eingesetzten Rennwagen Coloni C4.
Im Herbst 1991 hatte der Teambesitzer Enzo Coloni Teile seines seit 1987 in der Formel 1 engagierten Rennstalls an den italienischen Schuhfabrikanten Andrea Sassetti verkauft. Sassetti übernahm unter anderem die Ausrüstung des Teams sowie den Coloni C4, der 1991 infolge wiederholter Nichtqualifikationen bzw. technischer Defekte an keinem einzigen Rennen teilgenommen hatte. Mit diesem Material baute er seinen eigenen Rennstall Andrea Moda Formula auf, der anstelle von Coloni 1992 an der Formel-1-Weltmeisterschaft teilnehmen sollte.
Ob Andrea Moda anfänglich geplant hatte, die gesamte Saison 1992 mit dem C4B zu bestreiten, ist unklar. Einzelne zeitgenössische Quellen bezeichneten den C4B bereits vor dem Beginn der Saison als bloßes Interimsauto, dessen Ablösung durch eine neuere Konstruktion bevorstand; Andere gehen davon aus, dass sich Sassetti erst nach dem Ausschluss des Teams in Kyalami erstmals um ein Nachfolgemodell bemühte.

## Die Technik
Für die Saison 1992 wurde der auf einer Konstruktion von 1989 basierende Coloni C4 im Bereich der Antriebstechnik überarbeitet. Während das Chassis und die Aufhängung unverändert übernommen wurden, installierten die Andrea-Moda-Techniker unter der Leitung von Paul Burgess einen Zehnzylindermotor vom Typ Judd GV im Heck des Autos. Es handelte sich um ein gebrauchtes Triebwerk, das 1991 von BMS Scuderia Italia im Dallara 191 verwendet worden war. Von Dallara übernahm Andrea Moda auch die Hinterradaufhängung sowie das Getriebe; beides wurde mit dem alten Coloni-Chassis verbunden.

## Renneinsatz
Andrea Moda Formula meldete zwei Coloni C4B zum Großen Preis von Südafrika für Enrico Bertaggia und Alex Caffi. Ob tatsächlich zwei Fahrzeuge hergestellt wurden, ist zweifelhaft, da auch von der technischen Basis – dem Coloni C4 – nur ein Exemplar existierte. Abbildungen zeigen regelmäßig nur ein Fahrzeug mit der Startnummer 34.
Alex Caffi bewegte seinen C4B am Donnerstag vor dem Großen Preis von Südafrika auf der Rennstrecke von Kyalami. Anlass waren einige Akklimatisationsrunden, die notwendig waren, damit die Piloten den seit einigen Jahren nicht mehr benutzten Kurs vor dem Beginn der Vorqualifikation kennenlernen konnten. Hier entstanden die einzigen Fotografien des C4B. Caffi fuhr nur wenige Runden, bevor das Auto mit einem technischen Defekt zum Stillstand kam. Es wurde nicht für Bertaggia hergerichtet; Bertaggia ging auch nicht mit einem eigenen Auto auf die Rundstrecke.
Nach Abschluss dieser Akklimatisationsrunden wurde Andrea Moda von der Teilnahme am Rennen ausgeschlossen. Anlass hierfür waren Streitigkeiten über die Notwendigkeit einer Kaution sowie die damit verbundene Frage, ob Andrea Moda als neues Team anzusehen sei und ein selbst konstruiertes Auto – statt eines bereits verwendeten Fremdfahrzeugs – einsetzen musste. Angesichts des Ausschlusses nahm Andrea Moda an der Vorqualifikation zum Großen Preis von Südafrika nicht mehr teil. Der C4B wurde zu keinem weiteren Großen Preis gemeldet. Das Team setzte sein Formel-1-Engagement ab dem Großen Preis von Brasilien mit dem bei Simtek konstruierten Andrea Moda S921 fort.

## Verbleib des Fahrzeugs
Der C4B wurde in den folgenden Jahren von privaten Sammlern übernommen. Sie bauten das Auto auf die C4-Spezifikation zurück. Heute wird das Auto gelegentlich mit Cosworth-Motor in der Lackierung des Jahres 1991 öffentlich gezeigt und bei historischen Motorsportveranstaltungen gefahren. Zuletzt erschien es 2012 in Zandvoort unter Jan Lammers.

## Rennergebnisse
Coloni C4B Judd V10
| Fahrer               | Nr.                  | 1  | 2 | 3 | 4 | 5 | 6 | 7 | 8 | 9 | 10 | 11 | 12 | 13 | 14 | 15 | 16 | Punkte | Rang |
| -------------------- | -------------------- | -- | - | - | - | - | - | - | - | - | -- | -- | -- | -- | -- | -- | -- | ------ | ---- |
| Formel-1-Saison 1992 | Formel-1-Saison 1992 |    |   |   |   |   |   |   |   |   |    |    |    |    |    |    |    | 0      | –    |
| Alex Caffi           | 34                   | EX |   |   |   |   |   |   |   |   |    |    |    |    |    |    |    | 0      | –    |
| Enrico Bertaggia     | 35                   | EX |   |   |   |   |   |   |   |   |    |    |    |    |    |    |    | 0      | –    |

| Legende  | Legende            | Legende                                                          |
| Farbe    | Abkürzung          | Bedeutung                                                        |
| -------- | ------------------ | ---------------------------------------------------------------- |
| Gold     | –                  | Sieg                                                             |
| Silber   | –                  | 2. Platz                                                         |
| Bronze   | –                  | 3. Platz                                                         |
| Grün     | –                  | Platzierung in den Punkten                                       |
| Blau     | –                  | Klassifiziert außerhalb der Punkteränge                          |
| Violett  | DNF                | Rennen nicht beendet (did not finish)                            |
| Violett  | NC                 | nicht klassifiziert (not classified)                             |
| Rot      | DNQ                | nicht qualifiziert (did not qualify)                             |
| Rot      | DNPQ               | in Vorqualifikation gescheitert (did not pre-qualify)            |
| Schwarz  | DSQ                | disqualifiziert (disqualified)                                   |
| Weiß     | DNS                | nicht am Start (did not start)                                   |
| Weiß     | WD                 | zurückgezogen (withdrawn)                                        |
| Hellblau | PO                 | nur am Training teilgenommen (practiced only)                    |
| Hellblau | TD                 | Freitags-Testfahrer (test driver)                                |
| ohne     | DNP                | nicht am Training teilgenommen (did not practice)                |
| ohne     | INJ                | verletzt oder krank (injured)                                    |
| ohne     | EX                 | ausgeschlossen (excluded)                                        |
| ohne     | DNA                | nicht erschienen (did not arrive)                                |
| ohne     | C                  | Rennen abgesagt (cancelled)                                      |
| ohne     | keine WM-Teilnahme |                                                                  |
| sonstige | P/fett             | Pole-Position                                                    |
| sonstige | 1/2/3/4/5/6/7/8    | Punktplatzierung im Sprint-/Qualifikationsrennen                 |
| sonstige | SR/kursiv          | Schnellste Rennrunde                                             |
| sonstige | *                  | nicht im Ziel, aufgrund der zurückgelegten Distanz aber gewertet |
| sonstige | ()                 | Streichresultate                                                 |
| sonstige | unterstrichen      | Führender in der Gesamtwertung                                   |